# Diapason (orgue)
Pour les articles homonymes, voir Diapason (homonymie).
 (janvier 2023).
Si vous disposez d'ouvrages ou d'articles de référence ou si vous connaissez des sites web de qualité traitant du thème abordé ici, merci de compléter l'article en donnant les références utiles à sa vérifiabilité et en les liant à la section « Notes et références ».
Le diapason est un jeu de l'orgue qui est en réalité un « principal » de 8 pieds ; il sert de base à l'accord de l'orgue.
Le premier jeu à accorder est donc le Diapason, qui est accordé selon un des très nombreux types de gammes choisi pour cet orgue, par exemple : gamme tempérée (très rare à l'orgue), à 3 quintes justes, à 3 tierces justes, tempérament de Corrette, etc. Ensuite, on accorde les autres jeux, les uns après les autres, tuyau par tuyau, en faisant parler simultanément le diapason et le jeu à accorder, ce qui provoque des battements que l'on annule pour obtenir l'unisson, en modifiant la longueur du tuyau ou de l'anche.